# Francisco Valle
Francisco Magalhães do Valle (Juiz de Fora, 20 de março de 1869 – Juiz de Fora, 10 de outubro de 1906) foi um compositor e pianista brasileiro. É o patrono da cadeira de número 33 da Academia Brasileira de Música.

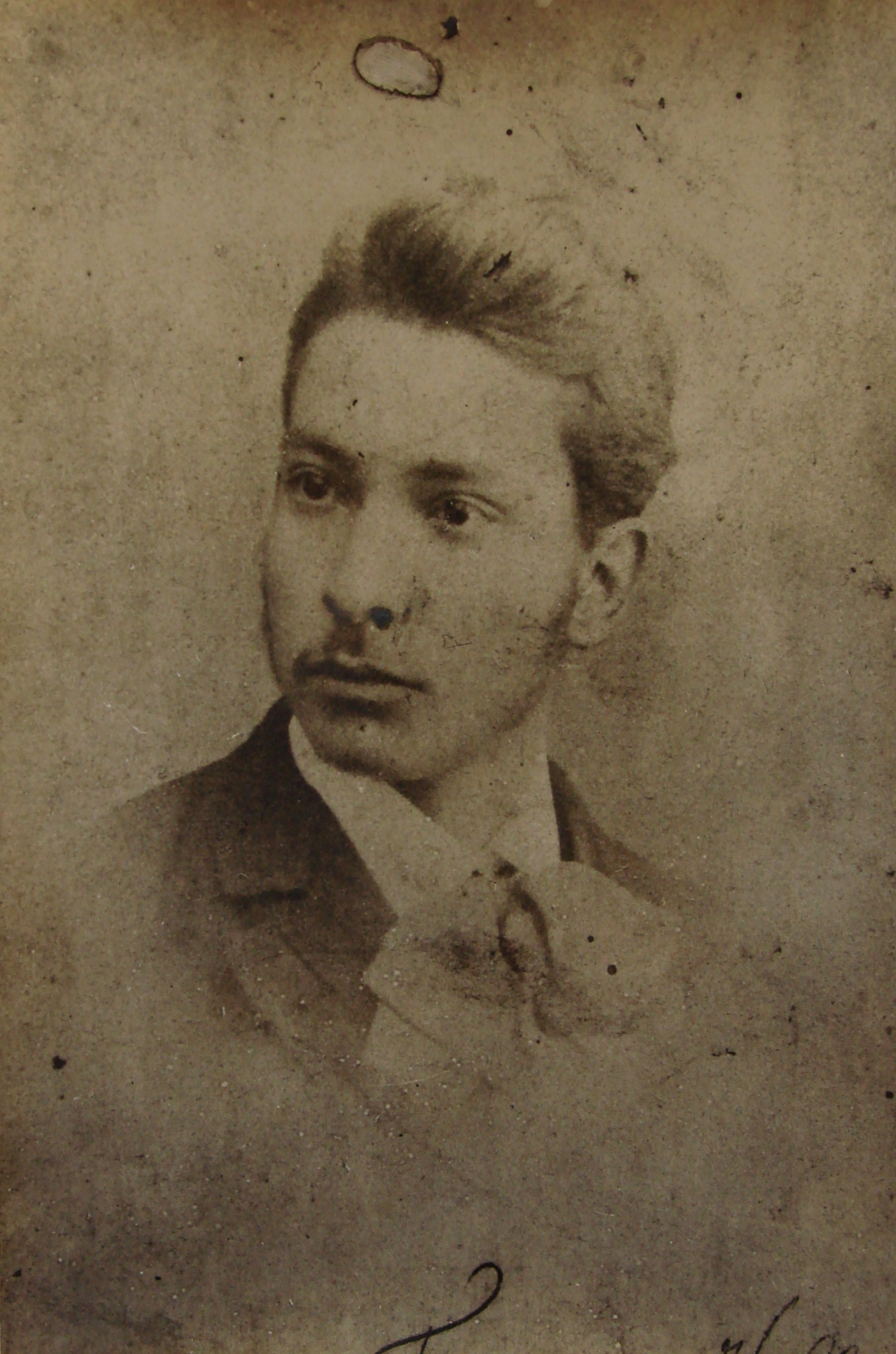
Francisco Valle (1869-1906) em 1887, aos 18 anos

## Trajetória
Francisco Valle nasceu na Fazenda São Joaquim, distrito de Porto das Flores, então pertencente a Juiz de Fora e hoje ao município de Belmiro Braga, Minas Gerais. Estudou música inicialmente com seu pai, o flautista Manuel Marcelino do Valle (1839–1903) e com os pianistas Elisa Schmidt e Wilhelm Bickerle.
Começou a compor aos quatorze anos de idade e em 1885, transferiu-se para o Rio de Janeiro, onde estudou piano com Alfredo Bevilacqua (1846–1927) e harmonia com Miguel Cardoso (1850–1912). Suas primeiras obras foram a Sonata em dó menor e a Mazurca sentimental.
Em 1886, Francisco Valle iniciou sua projeção como pianista no Rio de Janeiro, partindo em 1887 para a França, com recursos da família (principalmente de seu avô materno) e de amigos, para frequentar, como ouvinte, o Conservatório de Paris, no qual estudou piano com Charles-Wilfried Bériot (1833–1914), órgão com Charles Marie Widor (1844–1937) e composição com César Franck (1822–1890).
No o Conservatório de Paris pode ter convivido com outras personalidades do meio musical, entre eles o compositor Fernand Jouteux, que na década seguinte passou a residir no Brasil, de forma intermitente. O falecimento de seu avô em 1890 e a consequente falta de recursos para se manter na França obrigou o retorno de Valle ao Brasil em 1891, que trouxe de Paris suas primeiras composições de grande porte, provavelmente entre elas as composições orquestrais Valse-Scherzo e Telêmaco.

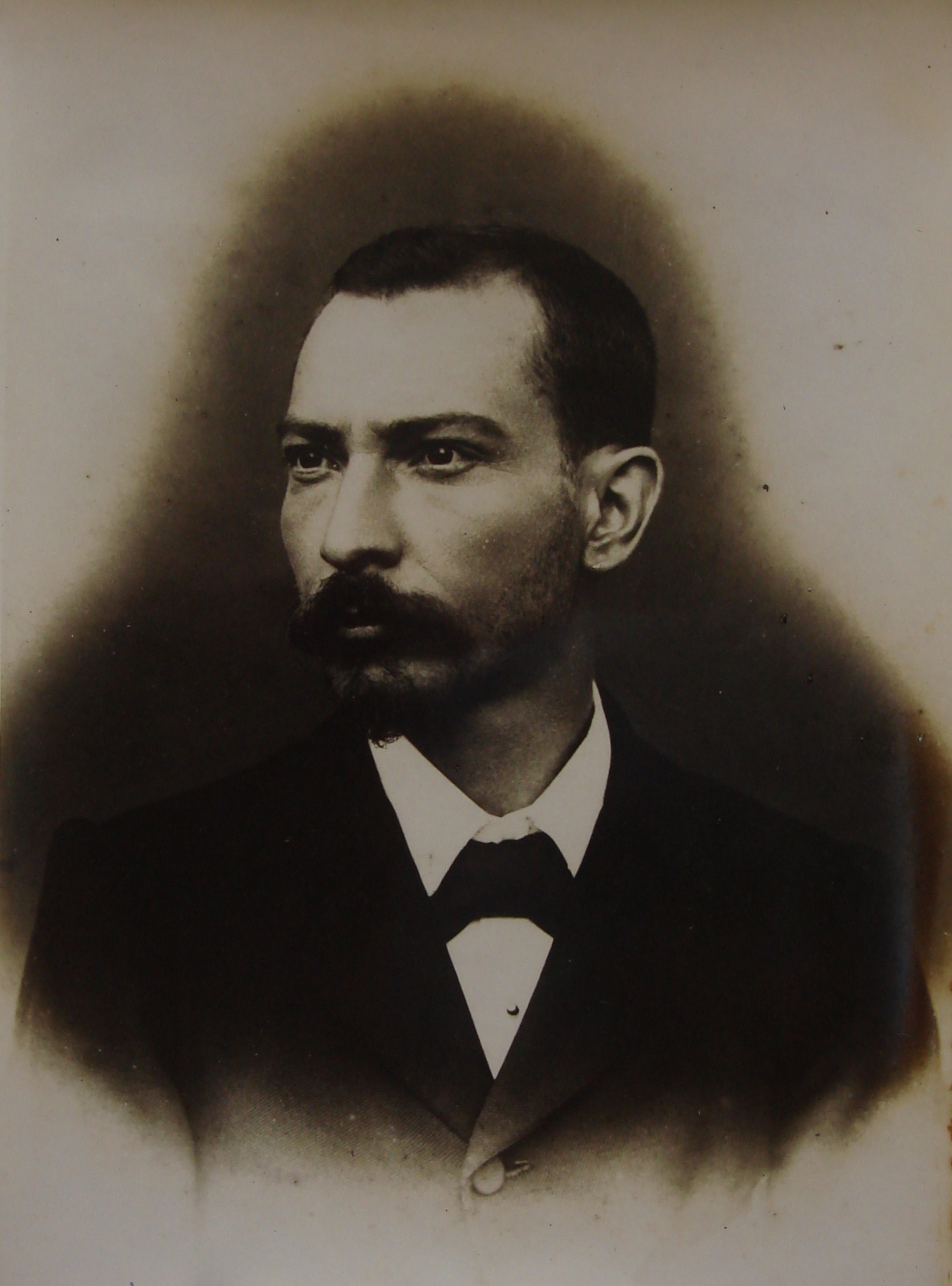
Francisco Valle (1869-1906) em 1905, aos 36 anos de idade

A partir de seu retorno definitivo ao Brasil, Francisco Valle tentou obter apoio do governo de Minas Gerais para a continuação dos seus estudos e de sua produção musical, sem nunca o ter recebido. Nessa época sustentou-se dando aulas de piano em fazendas da região de Juiz de Fora. Casou-se em 1894 com Maria da Conceição Coimbra (falecida em 1903), com a qual teve três filhos, porém passou a residir principalmente no Rio de Janeiro a partir de 1895, lá organizando vários concertos com suas obras. Uma doença neurológica na época referida como neurastenia, obrigou-o a retornar a Juiz de Fora em 1899, onde casou-se com Petrina Leal, com quem teve seu quarto e último filho. Em 1906, residindo no atual número 1.000 da Rua Batista de Oliveira, no bairro do Granbery, em Juiz de Fora, Francisco Valle não resistiu à sua neurastenia e suicidou-se no Rio Paraibuna, atirando-se da Ponte Carlos Otto.
Após o falecimento de Francisco Valle, sua música foi sendo rapidamente esquecida e a memória de sua produção se dissolveu quase totalmente, afora pequenas informações biográficas em livros de história da música brasileira da primeira metade do século XX. O início do ressurgimento da música de Francisco Valle ocorreu somente no século XXI, após o contato de musicólogos com os documentos remanescentes do seu arquivo, em São Paulo e Juiz de Fora. Em uma carta escrita ao seu pai em 1889, ainda em Paris, Francisco Valle como que antevia a dificuldade que ele e seus sucessores iriam enfrentar para a divulgação de sua música:
“Lembre-se bem que os próprios gênios não fazem sua carreira tão facilmente como se pensa. Ao contrário, na maior parte das vezes, morrem desconhecidos e só se consagram depois que seus ossos estão reduzidos a cinza.”— Carta de Francisco Valle a seu pai (Paris, 5 jan. 1889)

## Produção musical
Nos primeiros anos da República, a produção de Francisco Valle frequentemente adotou assuntos brasileiros, principalmente relacionados a conflitos políticos da época: em 1897 foi apresentado no Rio de Janeiro, sob a regência de Alberto Nepomuceno, um poema sinfônico de sua autoria intitulado Depois da guerra, inspirado na Revolta da Armada (1891-1894); em 1900 escreveu o Hino do IV Centenário, para celebrar o Quarto Centenário do Descobrimento do Brasil; em 1906 sua última obra completa, o Batel da dor, para dois pianos (possivelmente com a intenção de posterior orquestração), em alusão ao trágico naufrágio do Couraçado Aquidabã. Interessante referência à cultura popular brasileira foi feita no Bailado na Roça de 1900, originalmente para dois pianos, porém orquestrado em 1906.

## Arquivo musical
A maior seção do Arquivo Francisco Valle encontrava-se na cidade de São Paulo até 2007, sob a custódia de seu descendente, o escritor e ambientalista Cyro Eyer do Valle (1937-2018), tendo sido doado ao Arquivo Público Mineiro (Belo Horizonte, MG), por intermediação do projeto Patrimônio Arquivístico-Musical Mineiro — que publicou três de suas composições sinfônicas —, encontrando-se desde 2008 disponível para consulta pública. Em 2014, sua neta Maria Aparecida Valle, residente em Juiz de Fora, doou ao Museu Mariano Procópio, dessa cidade, algumas cartas originais de Francisco Valle, e ao Arquivo Público Mineiro uma pequena quantidade de fontes do Arquivo Francisco Valle que estavam sob sua custódia, por intermediação de Lúcius Mota, Paulo Castagna e o Museu da Música de Mariana.

## Obras publicadas
Afora pequenas obras para piano, como a Mazurca Sentimental op. 1 (1886), impressa pela Irmãos Vitale [c.1939] e o Prelúdio op. 3 nº 2  (1891), impresso pela Casa Bevilacqua (s.d.), não havia, mesmo decorrido um século do seu falecimento, outros trabalhos impressos de Francisco Valle. Em 2008, o projeto Patrimônio Arquivístico-Musical Mineiro publicou um volume exclusivo (n.3) com três obras orquestrais, além de um estudo de sua produção por Lúcius Mota, Paulo Castagna e Cyro Eyer do Valle. Esse volume contém a Valse-Scherzo de 1891, o Bailado na Roça (peça característica) de 1900 (em orquestração de 1906) e o Telêmaco (cenas sinfônicas) de 1891, as três disponíveis (partitura e partes) em livro, no site do projeto e também no International Music Score Library Project (IMSLP). Entre os raros estudos acadêmicos sobre a produção de Francisco Valle estão a dissertação de mestrado de Lúcius Mota sobre o Telêmaco e tese de doutorado de André Luis Dias Pires sobre as obras para piano desse autor.

## Obras remanescentes[3]

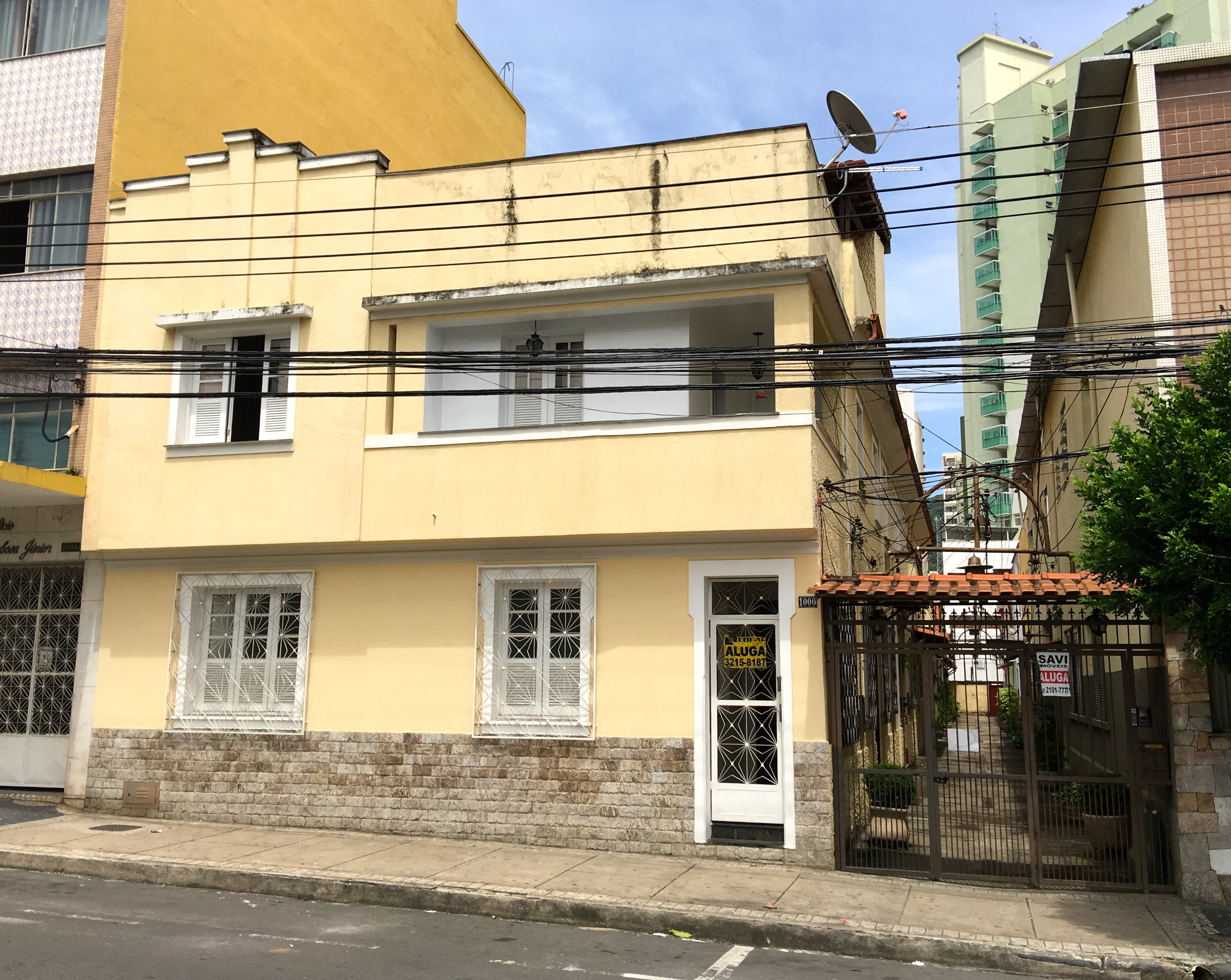
Casa da Rua Batista de OIlveira, 1000 (Juiz de Fora - MG), de onde Francisco Valle partiu para o suicídio, na madrugada de 10 de outubro de 1906.

01 - Antes no Céu (versão para piano), s.d.
02a - Bailado (peça característica - versão para dois pianos), 1900
02b - Bailado na Roça – (peça característica - versão para orquestra), 1906
03 - O Batel da Dor (tema fúnebre e seis variações - dois pianos), 1906
04 - Canção Infernal (versão para piano), s.d.
05a - Depois da Guerra (poema sinfônico - orquestra), 1897
05b - Depois da Guerra (poema sinfônico - redução para dois pianos), 1897
06 - Domine, Gloria Patri e Veni (três vozes e instrumentos), s.d.
07 - Feliz! (versão para piano), s.d.

08a - Hino do IV Centenário Brasileiro  (versão original, para canto, banda e orquestra), 1900

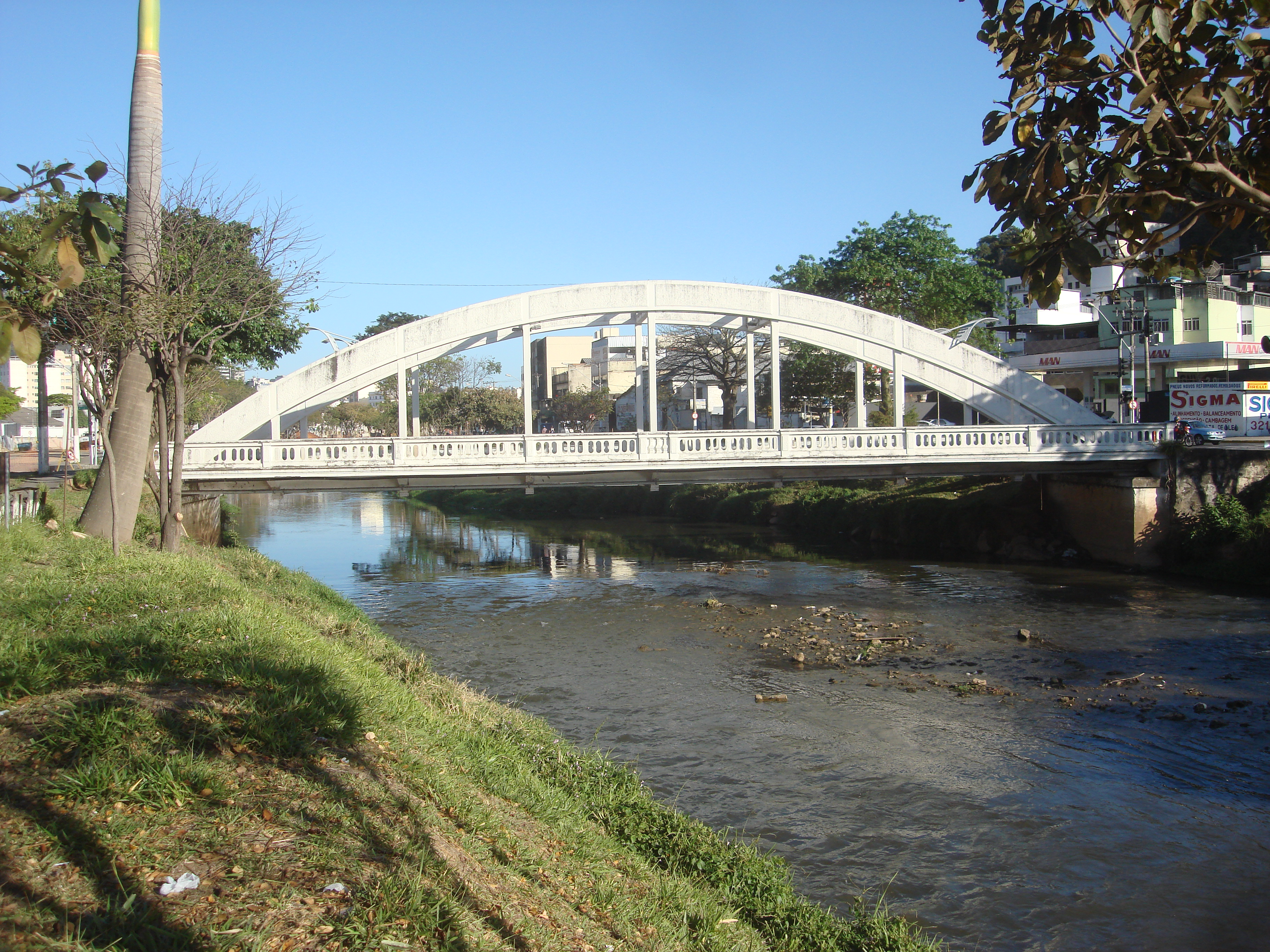
Construção atual da Ponte Carlos Otto, sobre o Rio Paraibuna, em Juiz de Fora, na qual Francisco Valle suicidou-se na madrugada de 10 de outubro de 1906.

08b - Hino do IV Centenário Brasileiro (redução para canto e piano), 1900
08c - Hino do IV Centenário Brasileiro (redução para piano a quatro mãos), 1900
09 - Hino Infantil (canto e piano), s.d.
10 - Mazurca Sentimental op. 1 (piano), 1886, edição Irmãos Vitale, [c.1939]
11a - Minueto Capricho (versão original, para octeto), 1892
11b - Minueto Capricho (redução para piano a quatro mãos), 1892
12 - Mistérios (noturno - piano), s.d.
13a - Pastoral (versão para dois pianos), 1884
13b - Pastoral (versão para orquestra), 1891

14 - Prelúdio op. 3 nº 2 (piano), 1891, edição Casa Bevilacqua, s.d.
15 - Prelúdios (piano), s.d.
16 - Recordação (piano), s.d.

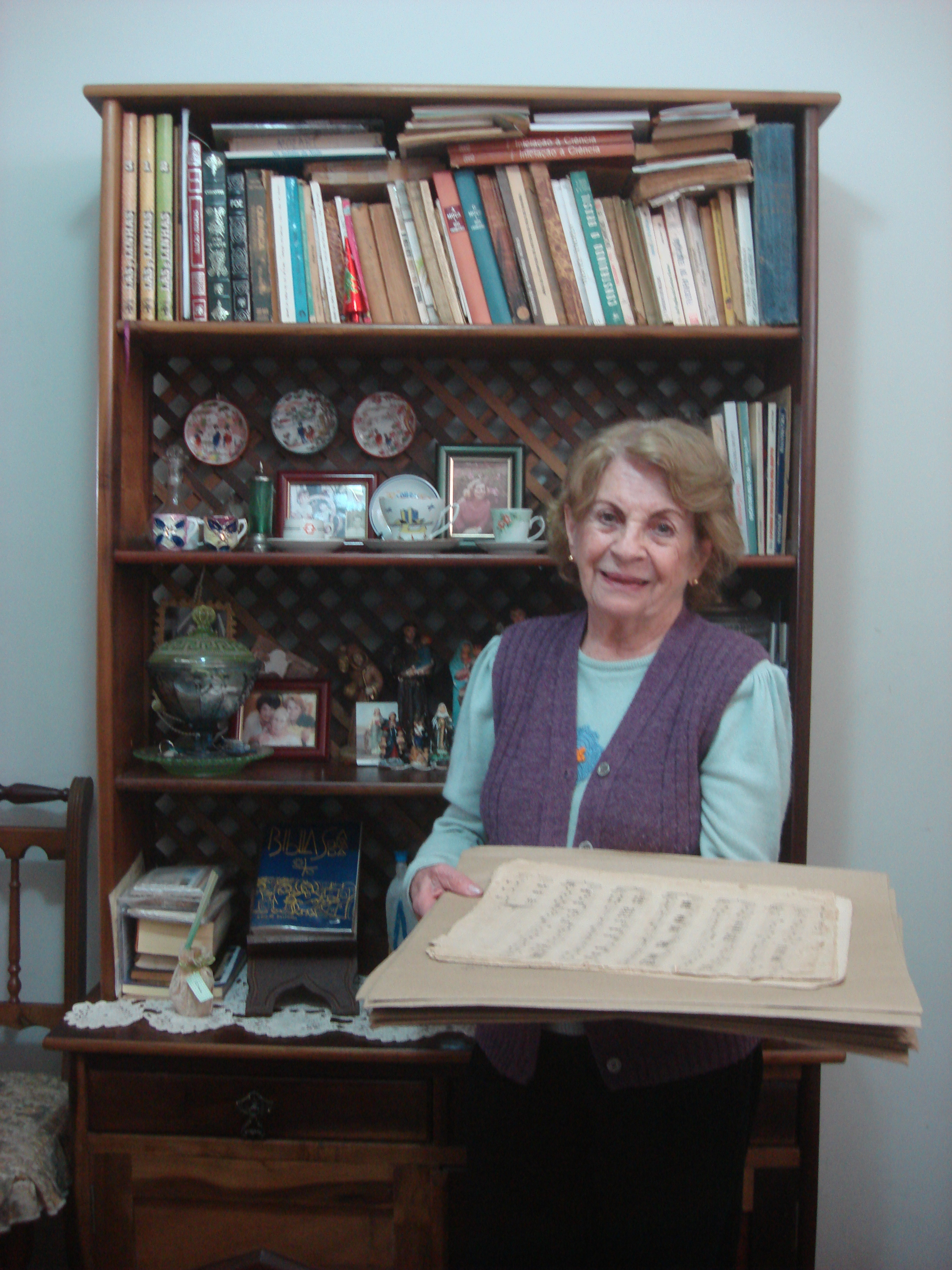
Maria Aparecida Valle com o remanescente do Arquivo Francisco Valle de Juiz de Fora, doado em 2014.

17 - Regina Cæli lætare (canto e pequena orquestra), s.d.
18a - Rêverie (versão para orquestra), 1891
18b - Rêverie (versão para piano), s.d.
19 - Sonata em Dó menor (piano), 1886
20 - Sonatina em Dó menor (violino e piano), s.d.
21 - Suíte (sexteto), s.d.
22 - Telêmaco (cenas sinfônicas - orquestra), 1891
23 - Tota pulchra (coro e orquestra?), s.d.
24 - Última Canção (berceuse - canto e piano), s.d.
25 - Valse-Scherzo (orquestra), 1891
26 - Variações sobre “Vem cá Bitu” (piano), 1905
27 - Visão ou Perseguição (piano), s.d.
28 - Zélia (canto e piano), s.d.
29 - Romance (piano), s.d.
30 - [Regina Cæli lætare] (canto e orquestra), s.d.
31 - [Pange lingua] (coro), s.d.
32 - [Veni Sancte Spiritus] ([coro e] harmônio), s.d.
33 - Coral (rascunho), s.d.